# Левенков, Олег Романович
Олег Рома́нович Левенко́в (18 июня 1946 — 30 июля 2016) — советский и российский артист балета, балетовед, продюсер. Один из создателей и директор Международного «Дягилевского фестиваля» в Перми. Автор первой русскоязычной биографии хореографа Джорджа Баланчина.

## Биография
Родился в г. Петропавловск-Камчатский, отец — военный, мать — военный врач. В возрасте пяти лет с семьей переехал в г. Куйбышев (ныне — Самара). В шестнадцать лет, в 1962 году, поступил в Пермское государственное хореографическое училище, класс Ю. И. Плахта.
По окончании училища с 1966 по 1987 год был солистом балета Пермского театра оперы и балета им. Чайковского. В репертуаре: Тибальд («Ромео и Джульетта» С. С. Прокофьева), Мандарин («Чудесный мандарин» Б. Бартока), Царь Борис («Царь Борис» на музыку С. С. Прокофьева), Харон («Орфей и Эвридика» А. Б. Журбина), Атос («Три мушкетера» В. Е. Баснера) — хор. Н. Н. Боярчиков; Красс («Спартак» А. И. Хачатуряна) — хор. Н. С. Маркарьянц; Хозе («Кармен-сюита» Ж. Бизе — Р. К. Щедрина) — хор. Л. Б. Климова; Советник Дроссельмейер («Щелкунчик» П. И. Чайковского); Юноша («Золушка» С. С. Прокофьева), Сатир («Сильвия» Л. Делиба) — хор. Г. Д. Алексидзе; Ганс («Жизель» А. Адана); Эспада («Дон Кихот» Л. Минкуса); Сановник («Фрески Эльсинора» на музыку Д. Д. Шостаковича) — хор. А. М. Полубенцев; Георгий («Гаянэ» А. И. Хачатуряна) — хор. Л. Е. Бородулин; Жених принцессы («Спящая красавица» П. И. Чайковского), Вариация четырех кавалеров («Раймонда» А. К. Глазунова); Татарские военачальники, Молодой пан («Бахчисарайский фонтан» Б. В. Асафьева); «Звери земные» («Сотворение мира» Й. Гайдна) — хор. М. М. Газиев; Жених, танец Самбро («Испанские миниатюры» на мелодии народов Испании) — хор. В. Г. де Фонсео Херардо; Визирь, Военачальник («Легенда о любви» А. Меликова) — хор. Б. К. Завьялов; Испанский, Венгерский, Венецианский танцы, Pas de trois («Лебединое озеро» П. И. Чайковского).
В 1967 году поступил и в 1972-м окончил с отличием Государственный институт театрального искусства (ГИТИС) по специальности «Театроведение».
С 1993-го — старший преподаватель кафедры философии Пермского государственного университета, с 1994-го — преподаватель культурологии, с 1997-го — доцент. О его лекциях студенты отзываются с энтузиазмом: «невероятный преподаватель: с горящими глазами, увлеченный сам и умеющий заинтересовать других», «вдохновенный специалист», «он настолько современен и актуален, что вызывает желание изучить его самого как этический и эстетический код».
В 1994 году поступил в аспирантуру Государственном институте искусствознания и в 1996-м защитился, получив степень кандидата наук. Темой работы Л. стал «Джордж Баланчин на рубеже 1920—1930 годов», а через девять лет, в 2007 году, вышла его книга, посвященная творчеству Баланчина до 1957 года, — первая и единственная на сегодня русскоязычная биография хореографа.
По инициативе и под руководством Л. появился проект «Баланчин в Перми», благодаря которому на пермской сцене поставлены 12 балетов великого хореографа XX века: Concerto Barocco на музыку Концерта для двух скрипок с оркестром ре минор, BWV 1043 И. С. Баха (здесь и далее в списке указана дата премьеры в Перми — 1996), «Сомнамбула» на музыкальные темы из опер В. Беллини: «Пуритане», «Сомнамбула», «Норма», «Капулетти и Монтекки» (2001), «Доницетти-вариации» на музыку из оперы «Дон Себастьян» В. Беллини (2001), Ballet Impérial на музыку Концерта для фортепиано с оркестром № 2 соль мажор соч. 44 П. И. Чайковского (2002), «Серенада» на музыку Серенады для струнного оркестра до мажор, соч. 48 П. И. Чайковского (2004), Kammermusik No. 2 на музыку Kammermusik No. 2 П. Хиндемита (2011), Monumentum pro Gesualdo на музыку Monumentum pro Gesualdo di Venosa ad CD Annum И. Ф. Стравинского (2011), «Тарантелла» на музыку Большой тарантеллы для фортепиано с оркестром, ор. 67 Л. М. Готтшалька в оркестровке Х. Кея (2014), Классическое pas de deux на музыку вставного номера из балета «Лебединое озеро» П. И. Чайковского (2014), «Рубины» («Каприччио для фортепиано с оркестром») на музыку Каприччио для фортепиано с оркестром И. Ф. Стравинского (2014), «Аполлон Мусагет» И. Ф. Стравинского (2014), «Симфония в трех движениях» на музыку «Симфонии в трех частях» И. Ф. Стравинского (2014).
С 2003 года был бессменным директором Международного фестиваля «Дягилевские сезоны: Пермь — Петербург — Париж», в 2012-м сменившего название на лаконичное: Дягилевский фестиваль. 
За долголетний добросовестный труд в области культуры в 1987 году был отмечен медалью «Ветеран труда» по указу Президиума Верховного Совета СССР. В 1987—1989 был председателем Пермского городского комитета профсоюзов работников культуры.
Был женат, из двух дочерей старшая — Зобнина Дарья Олеговна — артистка Пермского театра оперы и балета (в настоящее время на пенсии), преподаватель народно-сценического танца в Пермском государственном хореографическом училище.